# Женская сборная России по волейболу сидя
Женская сборная России по волейболу сидя — национальная сборная, представляющая Россию на соревнованиях по волейболу сидя в рамках летних Паралимпийских игр и соревнований, курируемых организациями паралимпийского волейбола World ParaVolley и Europe ParaVolley. Руководящие органы — Паралимпийский комитет России и Всероссийская федерация спорта лиц с поражением опорно-двигательного аппарата. Старший тренер сборной — Александр Овсянников, начальник команды — Юлия Закревская. Женская сборная России является чемпионками Европы 2013, 2017 и 2019 годов, а также чемпионками мира 2018 года.

## История
Первые международные выступления женской сборной России по волейболу сидя датируются 1994 годом, когда она заняла 4-е место на чемпионате мира. В 2010 году команда стала 7-й, в 2014 году стала 3-й. В 2018 году команда на чемпионате мира в Роттердаме переиграла в финале со счётом 3:1 (18:25, 27:25, 26:24, 26:24) женскую сборную США, чемпионку летней Паралимпиады 2016 года. По ходу турнира россиянками впервые были обыграны в четвертьфинале Бразилия (3:1) и Китай (3:0), что стало первыми в истории России победами над Бразилией и Китаем в этой разновидности волейбола.
Титул, завоёванный в 2018 году в Роттердаме, позволил сборной России квалифицироваться на Паралимпиаду в Токио, а по итогам турнира несколько игроков сборной России получили призы — Юлия Медникова как лучшая диагональная и MVP турнира, а Елизавета Кунстман как лучшая на подаче. Спортсменкам были присвоены звания Заслуженных мастеров спорта России. Третий титул чемпионок Европы был выигран в 2019 году.

## Состав
Заявка на чемпионат мира 2018 года.
| Имя                 | Дата рождения | Клуб                     |
| ------------------- | ------------- | ------------------------ |
| Татьяна Иванова     | 12.10.1977    | Крылатское (Москва)      |
| Ирина Смирнова      | 03.07.1981    | Крылатское (Москва)      |
| Юлия Медникова      | 08.03.1983    | Крылатское (Москва)      |
| Ирина Панина        | 04.04.1979    | Крылатское (Москва)      |
| Любовь Пермякова    | 08.10.1978    | Крылатское (Москва)      |
| Екатерина Окорокова | 20.12.1985    | Крылатское (Москва)      |
| Алёна Дмитриева     | 27.09.1982    | РЦАФКиС (Сунтар, Якутия) |
| Елизавета Кунстман  | 06.08.1998    | Крылатское (Москва)      |
| Ольга Арбатская     | 01.04.1997    | Крылатское (Москва)      |
| Анна Годовицына     | 19.07.1991    | Крылатское (Москва)      |
| Яна Гриценко        | 14.01.1994    | Крылатское (Москва)      |
| Светлана Чуракова   | 07.10.1993    | Крылатское (Москва)      |

Старший тренер — Александр Овсянников.